# Cosmosoma doris
Cosmosoma doris là một loài bướm đêm thuộc phân họ Arctiinae, họ Erebidae.